# Diocesi di Dumka
La diocesi di Dumka (in latino Dioecesis Dumkaënsis) è una sede della Chiesa cattolica in India suffraganea dell'arcidiocesi di Ranchi. Nel 2023 contava 207.336 battezzati su 4.542.658 abitanti. È retta dal vescovo Julius Marandi.

## Territorio
La diocesi comprende i distretti civili indiani di Dumka, Jamtara, Sahibganj, Pakur, e la suddivisione di Madhupur del distretto di Deoghar nello stato del Jharkhand; e la divisione di Rampurhat nel distretto di Birbhum nello stato del Bengala Occidentale.
Sede vescovile è la città di Dumka, dove si trova la cattedrale di San Paolo.
Il territorio è suddiviso in 73 parrocchie.

## Storia
La prefettura apostolica di Malda fu eretta il 17 gennaio 1952 con la bolla Tam opportunum di papa Pio XII, ricavandone il territorio dalla diocesi di Dinajpur.
L'8 agosto 1962 con la bolla Exsultat sancta Mater Ecclesia di papa Giovanni XXIII si è ampliata con porzioni di territorio appartenuti all'arcidiocesi di Calcutta e contestualmente è stata elevata al rango di diocesi con il nome attuale. Originariamente era suffraganea della stessa arcidiocesi di Calcutta.
L'8 giugno 1978 ha ceduto porzioni del suo territorio a vantaggio dell'erezione della diocesi di Raiganj e contestualmente è entrata a far parte della provincia ecclesiastica di Ranchi.
Il 28 giugno 1998 ha ceduto altre porzioni del suo territorio a vantaggio dell'erezione della diocesi di Purnea.

## Cronotassi dei vescovi
Si omettono i periodi di sede vacante non superiori ai 2 anni o non storicamente accertati.
- Adam Grossi, P.M.E. † (28 marzo 1952 - 1962 deceduto)
- Leo Tigga, S.I. † (8 agosto 1962 - 8 giugno 1978 nominato vescovo di Raiganj)
- Telesphore Placidus Toppo † (8 giugno 1978 - 8 novembre 1984 nominato arcivescovo coadiutore di Ranchi)
- Stephen M. Tiru † (18 aprile 1986 - 1º aprile 1995 nominato vescovo di Khunti)
  - Sede vacante (1995-1997)
- Julius Marandi, dal 14 giugno 1997

## Statistiche
La diocesi nel 2023 su una popolazione di 4.542.658 persone contava 207.336 battezzati, corrispondenti al 4,6% del totale.
| anno | popolazione | popolazione | popolazione | presbiteri | presbiteri | presbiteri | presbiteri                | diaconi | religiosi | religiosi | parrocchie |
| anno | battezzati  | totale      | %           | numero     | secolari   | regolari   | battezzati per presbitero | diaconi | uomini    | donne     | parrocchie |
| ---- | ----------- | ----------- | ----------- | ---------- | ---------- | ---------- | ------------------------- | ------- | --------- | --------- | ---------- |
| 1970 | 44.240      | 8.965.976   | 0,5         | 50         | 15         | 35         | 884                       |         | 46        | 74        | 16         |
| 1980 | 38.895      | 8.558.304   | 0,5         | 48         | 12         | 36         | 810                       |         | 67        | 117       | 15         |
| 1990 | 57.691      | 9.740.000   | 0,6         | 78         | 27         | 51         | 739                       |         | 120       | 208       | 22         |
| 1999 | 77.542      | 2.273.352   | 3,4         | 76         | 31         | 45         | 1.020                     |         | 87        | 121       | 15         |
| 2000 | 79.200      | 2.273.352   | 3,5         | 85         | 32         | 53         | 931                       |         | 88        | 165       | 15         |
| 2001 | 86.920      | 3.383.771   | 2,6         | 92         | 33         | 59         | 944                       |         | 98        | 131       | 19         |
| 2002 | 87.890      | 3.383.771   | 2,6         | 95         | 34         | 61         | 925                       |         | 116       | 157       | 25         |
| 2003 | 91.547      | 3.383.771   | 2,7         | 104        | 35         | 69         | 880                       |         | 107       | 147       | 25         |
| 2004 | 94.537      | 3.383.771   | 2,8         | 99         | 36         | 63         | 954                       |         | 108       | 152       | 29         |
| 2006 | 100.642     | 3.383.771   | 3,0         | 106        | 38         | 68         | 949                       |         | 109       | 236       | 26         |
| 2013 | 147.915     | 4.190.431   | 3,5         | 173        | 55         | 118        | 855                       |         | 146       | 300       | 50         |
| 2016 | 163.100     | 4.332.000   | 3,8         | 166        | 54         | 112        | 982                       |         | 134       | 296       | 51         |
| 2019 | 190.606     | 4.639.640   | 4,1         | 163        | 61         | 102        | 1.169                     |         | 134       | 354       | 59         |
| 2021 | 197.390     | 4.737.300   | 4,2         | 218        | 70         | 148        | 905                       |         | 180       | 354       | 65         |
| 2023 | 207.336     | 4.542.658   | 4,6         | 222        | 72         | 150        | 933                       |         | 186       | 360       | 73         |